# The Loving Kind
«The Loving Kind» es una canción interpretada por el grupo pop británico Girls Aloud. de su quinto álbum de estudio Out of Control del 2008, segundo sencillo promocinal del mismo La canción fue escrita por Pet Shop Boys Miranda Cooper y Brian Higgins y producida por Higgins y su equipo Xenomania. Descrita como una "balada synth pop", "The Loving Kind" fue originalmente escrito para el álbum de Pet Shop Boys, Yes (2009), pero fue cedida a Girls Aloud, la canción fue lanzada como sencillo en enero de 2009 y entró en el número 10 de la lista Británicas continuando con el éxito de Girls Aloud al tener todos sus sencillos hasta la fecha en el top 10.

## Antecedentes y composición
"The Loving Kind" es una "balada synth pop" con un estilo musical notable de los Pet Shop Boys y descrita por los mismos como " Cuenta con elegancia y tristeza la historia de una relación en decadencia" La canción está escrita en D ♭ mayor con una firma de tiempo en tiempo común y un ritmo de 128 beats por minuto. La progresión de acordes básicos de la canción es G ♭, D ♭, B ♭ m, FM y A ♭. La canción comienza con un sintetizador, seguido de la primera estrofa y el estribillo. Hay un puente emotivo y una media 8. Las repeticiones de versos, seguido por el coro, una sección instrumental, y el coro de nuevo. La mezcla de la radio es ligeramente diferente, la introducción es menos abrupta y la canción dura seis segundos más.

## Formatos y remixes
| UK CD (Fascination / 1794885) 1. "The Loving Kind" (Radio Mix) — 3:59 2. "Girls on 45, Volume 2" — 7:25 UK 7" picture disc (Fascination / 1794887) 1. "The Loving Kind" (Radio Mix) — 3:59 2. "Memory of You" (Girls Aloud, Cooper, Higgins, Powell, Giselle Sommerville) — 3:48 iTunes Exclusive digital download 1. "The Loving Kind" (Utah Saints Club Mix) — 6:14 Digital download 1. "The Loving Kind" (Wideboys Club Mix) — 6:37 Mobile download 1. "The Loving Kind" (Wideboys Radio Edit) — 2:49 | The Singles Boxset (CD20) 1. "The Loving Kind" (Radio Mix) — 3:59 2. "Girls on 45, Volume 2" — 7:25 3. "Memory of You" — 3:48 4. "The Loving Kind" (Utah Saints Club Mix) — 6:14 5. "The Loving Kind" (Wideboys Club Mix) — 6:37 6. "The Loving Kind" (Wideboys Radio Edit) — 2:49 7. "The Loving Kind" (Wideboys Dub) — 6:38 8. "The Loving Kind" (Utah Saints Radio Mix) — 3:15 9. "The Loving Kind" (Utah Saints Dub) — 5:57 |

## Posicionamiento en listas
| Listas (2009)                  | Posiciones |
| ------------------------------ | ---------- |
| European Hot 100               | 37         |
| Irlanda (IRMA)                 | 16         |
| Reino Unido (UK Singles Chart) | 10         |